# Horchfunker
Der Begriff Horchfunker ist im Jargon der deutschen Bundeswehr ein Fernmelde-Aufklärer. Fernmeldeaufklärung befasst sich mit dem Suchen, Erfassen, Auswerten und Analysieren von elektromagnetischen Abstrahlungen. Die Ausbildung zum „Horchfunker“ umfasst, je nach Einsatzgebiet, die Kenntnis fremder Sprachen (in Wort und Schrift), den Morsecode und technische Ausbildung.